# Maneggio di Mosca
Il Maneggio di Mosca (in russo Московский Манеж?, Moskovskij Manež) è un edificio storico del centro di Mosca. Sito sulla via Mochovaja, dà il nome alla celebre Piazza del Maneggio. Dal 1957 viene utilizzato regolarmente come sede di spettacoli, mostre ed altre manifestazioni pubbliche. Nel 1967 venne ribattezzato Salone centrale delle esibizioni «Maneggio» (Центральный выставочный зал «Манеж»).
Fu costruito nel 1817, in occasione del quinto anniversario della vittoria russa contro le armate di Napoleone Bonaparte. Ad occuparsi della progettazione fu l'ingegnere spagnolo Agustín de Betancourt, mentre tra il 1824 ed il 1825 l'architetto di origini italiane Giuseppe Bove realizzò le decorazioni in Stile Impero della facciata. Nel 2004 l'edificio venne pesantemente danneggiato a causa di un incendio. La ricostruzione fu curata dall'architetto Pavel Andreev.

## Storia e descrizione

### Periodo imperiale
La costruzione del maneggio è legata all'esito dell'invasione napoleonica. In conseguenza del grande Incendio di Mosca del 1812, infatti, una parte importante degli edifici del centro storico rimase devastata. Dopo la fine delle ostilità fu istituita una commissione avente il compito di elaborare un piano di ricostruzione di Mosca. Tra i vari edifici proposti da tale gruppo di lavoro trovò spazio anche il maneggio, progettato per il reggimento di cavalleria.
All'inizio del 1817 l'ingegnere Agustín de Betancourt fu incaricato di redigere il progetto architettonico. Il 10 giugno dello stesso anno il progetto fu approvato e si passò all'esecuzione dei lavori. L'edificio fu concepito come una struttura di 45 metri di larghezza, priva di supporti interni. Al fine di velocizzare i lavori fu coinvolto nella costruzione anche un altro architetto, il russo di origine francese Lev Karbon'e D'Arsit. Il 30 novembre 1817, nel quinto anniversario della sconfitta napoleonica, la struttura poté essere inaugurata alla presenza dello zar Alessandro I. Agli occhi della cittadinanza il maneggio divenne immediatamente un monumento alla vittoria. Non a caso una lapide in pietra grigia indicava che l'edificio era sorto per commemorare la Guerra patriottica.

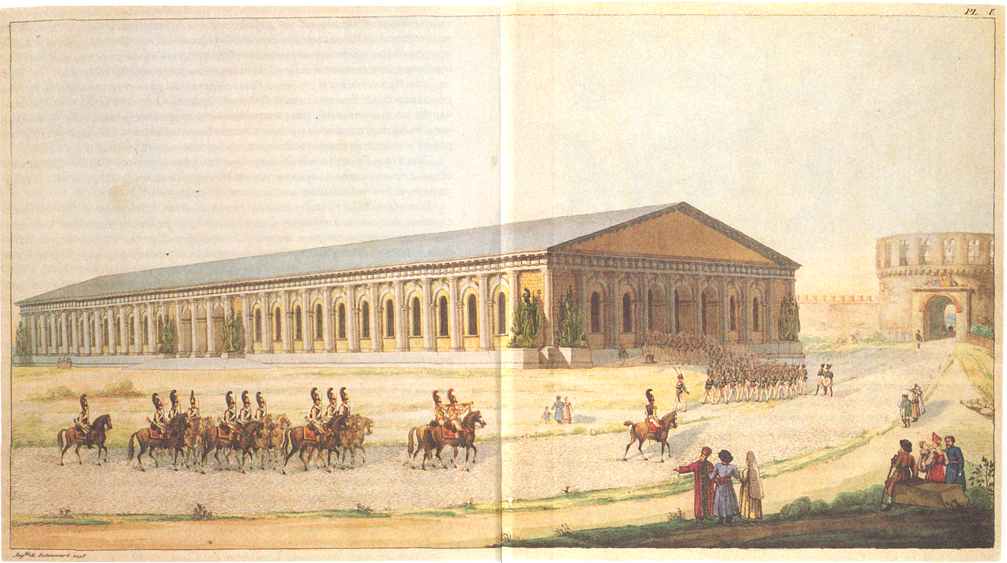
Il maneggio disegnato da Betancourt

Nel luglio 1818 la struttura manifestò dei problemi dovuti alla presenza di alcune crepe e fu necessario intervenire per evitare conseguenze peggiori. Nell'estate del 1819 fu invece il tetto a manifestare segni di cedimento. Tuttavia, solo nel 1823 venne creata un'apposita commissione incaricata di elaborare una soluzione per la struttura. Nel 1824 Giuseppe Bove, facente parte della commissione, iniziò a lavorare alle decorazioni del maneggio. A tale scopo sviluppò un progetto ispirato agli antichi tropaion, al fine di simboleggiare la vittoria russa. Il risultato finale fu una facciata di chiaro stampo neoclassico, caratterizzata innanzitutto dalle colonne di ordine dorico.
Benché la struttura fosse stata inizialmente utilizzata come un tradizionale maneggio ospitante gare equestri e scuole di addestramento per ufficiali, a partire dal 1831 iniziò ad essere sede di mostre. Nel 1867 Hector Berlioz e Nikolaj Rubinštejn vi si esibirono alla presenza di circa 12.000 spettatori. Nello stesso periodo fu aperta una mostra etnografica sulle tradizioni dei popoli facenti parte dell'Impero russo. Tale mostra fu visitata anche dallo zar Alessandro III. Nel 1872 fu la volta di una grande mostra politecnica, la quale attrasse 750.000 visitatori. Nel 1904 la struttura fu oggetto di un restauro curato dall'architetto Ivan Rerberg.

### Dopo la rivoluzione
A seguito della rivoluzione d'ottobre il maneggio fu adibito a deposito dei mezzi di trasporto governativi. Ciò comportò il deteriorarsi delle condizioni dell'edificio. Durante la seconda guerra mondiale ospitò un rifugio antiaereo. Nel 1957 la struttura tornò ad ospitare regolarmente mostre ed altre iniziative di carattere culturale. Il maneggio fu restaurato sotto la supervisione dell'architetto specializzato in restauri Dmitrij Kul'činskij e dell'ingegnere Vasilij Poležaev. Il 1º dicembre 1962 si svolse una mostra di artisti d'avanguardia, divenuta celebre per la visita di Nikita Chruščёv, il quale stigmatizzò fortemente l'esibizione e ne approfittò per lanciare una campagna contro la cosiddetta "arte degenerata". Nel 1967 l'edificio assunse la denominazione attuale e nel 1970 ospitò un'affollata mostra del pittore Il'ja Glazunov. Nel 1998 si svolse un'esibizione nel corso della quale vennero distrutte delle icone ortodosse. Ciò causò all'autore dello spettacolo, Avdej Ter-Ogan'jan, un procedimento penale per incitamento all'odio religioso.

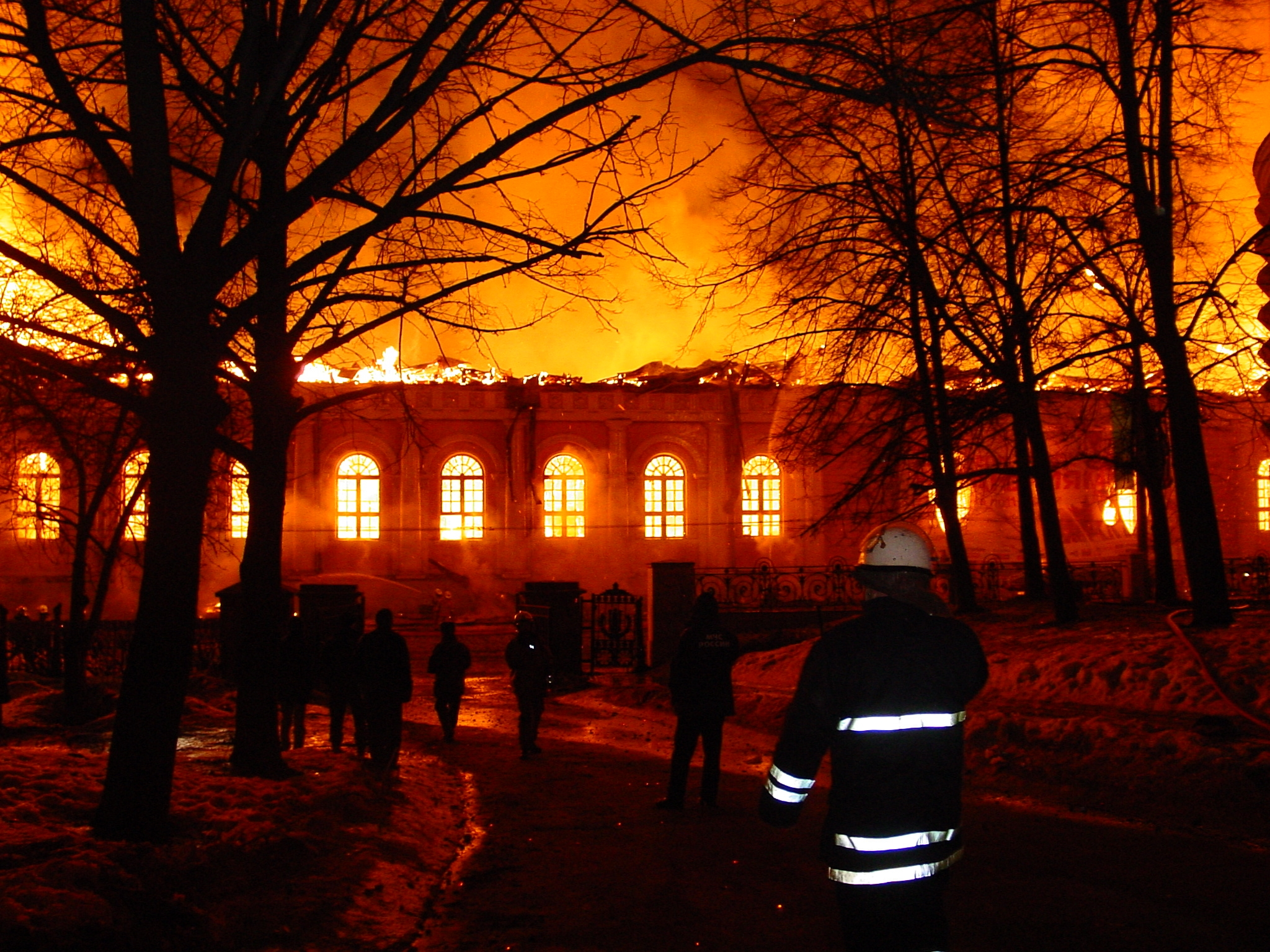
L'incendio del maneggio nel 2004

### Incendio e ricostruzione
Il 14 marzo 2004, giorno delle elezioni presidenziali in Russia del 2004, il maneggio prese fuoco. Nel tentativo di domare l'incendio persero la vita due vigili del fuoco, Gennadij Zolotkov ed Eduard Fomin. L'incendio causò anche la distruzione gran parte delle opere in esposizione. Il tetto del maneggio andò interamente perduto, mentre si salvarono invece le massicce mura esterne. Sin dal primo momento, il sindaco di Mosca Jurij Lužkov escluse la possibilità di un incendio doloso. Subito dopo l'accaduto, una squadra di esperti si mise all'opera per la ricostruzione dell'edificio. Fu progettata una struttura dotata di due piani interrati e di un parcheggio. I lavori di ricostruzione furono curati da Pavel Andreev. All'interno della struttura furono installate scale mobili, ascensori e parapetti di vetro. Diversi architetti e storici dell'arte criticarono il risultato della ricostruzione, poiché secondo loro stravolse l'aspetto del maneggio progettato da Betancourt nel 1817. Nel 2005 ebbe luogo la riapertura della struttura al pubblico.

## Note

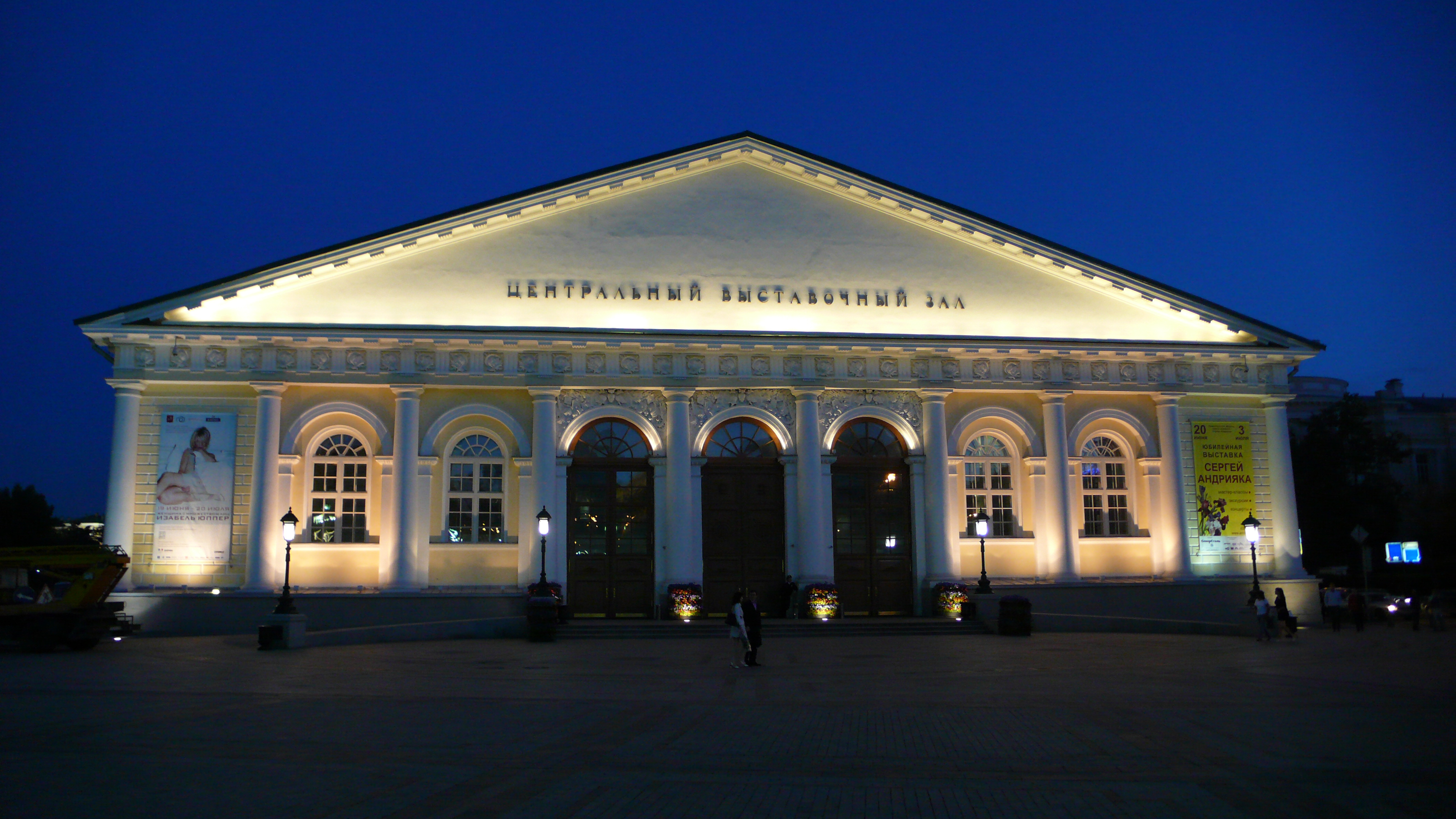
La facciata del maneggio ricostruito nel 2004